# 네발나비과
네발나비과(Nymphalidae)는 호랑나비상과의 하위 분류군 가운데 하나로, 네발나비·표범나비 등을 포함하며, 전 세계적으로 600여개 속 5700여 종이 속해 있다.
‘네발나비’라는 이름은 앞다리 한 쌍이 매우 작거나 퇴화하여 마치 다리가 네 개만 있는 것 같아 붙은 것이다.
몸은 중간 크기이고 앞발은 퇴화되어 작다. 발목마디는 수컷이 한 마디, 암컷은 네다섯 마디이다. 이 발목마다에는 단맛을 느끼는 감각 기관이 있어 설탕물 따위를 바르면 입술을 늘어뜨린다. 대개 낮에 활발하게 움직이며 날개를 움직이지 않고 나는 것이 특징이다.
물결나비·먹그늘나비·굴뚝나비 등은 눈알 무늬를 갖고 있는데, 이는 작은 새의 천적인 뱀과 올빼미를 연상시켜서 새들로부터 자신을 보호하기 위한 것이다. 또한 애벌레들이 번데기를 만들때 거꾸로 매달린다는 점도 네발나비과의 특징인데, 실제로 네발나비과 표범나비류인 암끝검은표범나비의 경우 나뭇가지등에 거꾸로 매달려 수시간후에 번데기가 된다.

## 아과
- 오색나비아과 (Apaturinae)
- 비블리스아과 (Biblidinae)
- 칼리나가아과 (Calinaginae)
- 대왕네발나비아과 (Charaxinae)
- 돌담무늬나비아과 (Cyrestinae)
- 왕나비아과 (Danainae)
- 표범나비아과 (Heliconiinae)
- 뿔나비아과 (Libytheinae)
- 줄나비아과 (Limenitidinae)
- 모르포나비아과 (Morphinae)
- 네발나비아과 (Nymphalinae)
- 뱀눈나비아과 (Satyrinae)

## 한국의 네발나비과 종
- 표범나비류
- 오색나비
- 왕나비
- 줄나비
- 남방씨알붐나비(네발나비)
- 왕오색나비
- 큰멋쟁이나비
- 공작나비
- 가랑잎나비
- 흑백알락나비
- 물결나비
- 굴뚝나비
- 먹그늘나비
- 먹그림나비